# William Gargan
William Gargan, född 17 juli 1905 i Brooklyn, New York, död 17 februari 1979 i San Diego, Kalifornien, var en amerikansk skådespelare. Han medverkade i över 90 filmer och Oscar-nominerades 1940 i kategorin bästa manliga biroll i filmen Din nästas hustru.

## Filmografi, urval
- 1935 – Fröken Provryttare
- 1935 – Svart raseri
- 1936 – Folkets jubel
- 1937 – Man lever bara en gång
- 1940 – Lilla lögnerskan
- 1940 – Ombytta roller
- 1940 – Din nästas hustru
- 1941 – Farväl miss Bishop
- 1941 – En studie i brott
- 1942 – Vi dubbeldeckare
- 1942 – Den första kärleken...
- 1944 – Spöket på Canterville
- 1945 – Klockorna i S:t Mary
- 1946 – Vi drömmer om en vår